# Sauce velouté
Sauce velouté (fransk udtale: [vəluˈte]) er en grundsauce fra det franske køkken. 
Sauce velouté, espagnole, tomatsauce, béchamel og sauce hollandaise er de fem grundsaucer i det franske køkken defineret af den franske kok Auguste Escoffier i det 19. århundrede. Velouté er fransk for 'fløjlsagtig'.
Sauce velouté fremstilles af en let fond (kødet er ikke stegt) på eksempelvis kylling eller fisk, der jævnes med en lys roux. Ingredienserne i en velouté er samme vægt smør og mel - og fond krydret efter behov. Saucen navngives ofte efter den fond, der er benyttet: fx kyllingvelouté.

## Eksempler
- allemande
- champignonsauce
- peberrodsssauce
- paprikasauce
- karrysauce
- fiske- eller skaldyrssauce som hummersauce og rejesauce